# Чивидате ал Пиано
Чивида̀те ал Пиа̀но (на италиански: Cividate al Piano; на ломбардски: Ciedat, Сиедат) е градче и община в Северна Италия, провинция Бергамо, регион Ломбардия. Разположено е на 147 m надморска височина. Населението на общината е 5212 души (към 2017 г.).